# Из рода волков
«Из рода волков» («Волчья кровь», англ. Wolfblood) — британский подростковый телесериал в жанре фэнтези. Совместное производство британского CBBC и  немецкого ZDF. Премьера сериала прошла 10 сентября 2012 года на канале CBBC. В октябре 2014 года первый сезон был показан на российском канале Disney. Всего вышло пять сезонов. Последний сезон вышел в 2017 году.

## Синопсис
Полуволки жили среди людей столетиями, скрывая собственные сверхчеловеческие способности. Держаться они вынуждены отдельными стаями. Каждое полнолуние они превращаются в волков. Помимо цивилизованных полуволков, существуют дикие полуволки, живущие стаями.
Действие сериала происходит в маленьком городке Стоунибридж. Мэдди и её родители которые являются единственными полуволками на своей территории. Однако незадолго до первой трансформации Мэдди в волка в школе появляется новый ученик, Ридиан, которого усыновила семья Воэнов. Мэдди распознаёт в нём полуволка. Мэдди и Ридиан ведут двойную жизнь и скрывают свою сущность от всех школьников, учителей и даже лучших друзей, Тома и Шеннон. Шеннон одержима идеей о «звере», который живёт в лесу, и пытается доказать его существование.

## Актёрский состав

### Основные персонажи
- Айми Келли (1—2 сезоны) — Мадлен «Мэдди» Смит, полуволк, встретивший Ридиана и помогавший ему стать «ручным». Из-за угрозы раскрытия секрета ей вместе со своей семьёй пришлось уехать в Канаду в конце 2 сезона. Перед уездом признаётся в любви Ридиану.
- Бобби Локвуд — Ридиан Моррис, полуволк, переехавший в Стоунибридж. Признаётся в любви Мэдди перед её отъездом в Канаду в конце 2 сезона, воссоединяется с ней в конце 3 сезона.
- Кедар Уильямс-Стирлинг — Том Оканава, лучший друг Мэдди и Шеннон. В конце 1 сезона узнаёт о том, что Мэдди и Ридиан — полуволки. Встречается с Шеннон, начиная с финала 3 сезона.
- Луиза Коннолли-Бёрнхем — Шеннон Келли, лучшая подруга Мэдди и Тома, одержимая идеей доказать существования «зверя». В конце 1 сезона узнаёт о том, что Мэдди и Ридиан — полуволки. Встречается с Томом, начиная с финала 3 сезона.
- Леона Кейт Воган (со 2 сезона) — Яна, дикий полуволк, дочь вожака стаи, в которой находится Кери, настоящая мать Ридиана. В конце 2-го сезона становится вожаком стаи.
- Джек Бретт-Андерсен (с 4 сезона)- Матей, ручной полуволк. В прошлом его семья сгорела в пожаре. Удалось спасти сестру Эмилию.
- Сидней Вейд (с 4 сезона)- Эмилия, ручной полуволк. Из-за пожара её настоящее превратилось в кошмар. Вместе с Яной, Матеем и ТиДжи, в дикой стае она стала более уверенной и её называли «Ходящая в огне»
- Луи Пейн (с 4 сезона) — ТиДжей, ручной полуволк. Лучший друг Яны.
- Габриэлла Грин (с 1 сезона) — Катрина. Человек, лучший друг Яны с 4 сезона. В 4 сезоне она случайно узнает, что Яна полуволк и о её стае.
- Мишель Гейл (с 4 сезона) — Имара, ручной полуволк и мать ТиДжея. Глава корпорации «Сеголия».

### Периодические персонажи
| Актёр            | Роль                   | Сезоны |
| ---------------- | ---------------------- | ------ |
| Анжела Лонсдейл  | Эмма Смит              | 1—2    |
| Маркус Гарви     | Дэниэл Смит            | 1—2    |
| Рейчел Тэйт      | Кара                   | 1—4    |
| Шорелл Хепкин    | Кей                    | 1—4    |
| Джонатан Раджетт | Джими                  | 1—3    |
| Наом Касса       | Сэм                    | 1—3    |
| Ник Верстиг      | Лиам                   | 1—3    |
| Марк Флайшманн   | Тим Джеффрис           | 1—5    |
| Дин Боун         | Гарри Авервуд          | 2—3    |
| Алан Рэглан      | Алрик                  | 2—4    |
| Керит Флинн      | Аран                   | 2—5    |
| Лиза Маргед      | Мейнир                 | 2—5    |
| Эффи Вудс        | доктор Ребекка Уайтвуд | 2      |
| Летти Батлер     | доктор Ребекка Уайтвуд | 3-5    |
| Мандип Диллон    | Дейсия Тёрнер          | 3      |
| Жаклин Ботсвейн  | Виктория Суини         | 3-4    |
| Шон Дули         | Алекс Кинкейд          | 3      |

## Серии
| Сезон | Серий | Премьера в Великобритании | Премьера в Великобритании |
| Сезон | Серий | Первая серия              | Последняя серия           |
| ----- | ----- | ------------------------- | ------------------------- |
| 1     | 13    | 10 сентября 2012          | 22 октября 2012           |
| 2     | 13    | 9 сентября 2013           | 21 октября 2013           |
| 3     | 13    | 15 сентября 2014          | 27 октября 2014           |
| 4     | 12    | 8 марта 2016              | 13 апреля 2016            |
| 5     | 10    | 27 февраля 2017           | 2 мая 2017                |